# Бохончик, Александр Владимирович
Алекса́ндр Влади́мирович Бохо́нчик (укр. Олександр Володимирович Бохончик) — украинский военнослужащий, подполковник, участник российско-украинской войны. Герой Украины (2025).

## Биография
Во время российского вторжения в Украину Александр Бохончик занимал должность подполковника СБУ. Он принимал активное участие в разработке беспилотника самолётного типа, предназначенного для уничтожения российских БПЛА, и внёс значительный вклад в развитие новых методов противодействия дронам.
В ночь на 6 августа 2024 года группа под его руководством уничтожила все шесть российских БПЛА в зоне ответственности, что позволило подразделениям Сил обороны Украины незаметно проникнуть на территорию Курской области. Всего на Курском направлении под его командованием было уничтожено 169 дронов. Кроме того, он обучил семь групп, которые в настоящее время самостоятельно ликвидируют российские беспилотники.

## Награды
- Звание «Герой Украины» с удостоением ордена «Золотая Звезда» (20 января 2025) — за личное мужество и героизм, проявленные в защите государственного суверенитета и территориальной целостности Украины, верность военной присяге[1].